# Alain Clabots
Alain Clabots, né à Biez (Grez-Doiceau), le 21 octobre 1954 est un homme politique belge de langue française, sans être rattaché à un parti. 
En 2021, il démissionne de sa fonction de bourgmestre pour laisser la place à son colistier Paul Vandeleene. Il reste conseiller communal.
Il est vétérinaire et agriculteur.

## Carrière politique
- 2000-     : Conseiller communal de Grez-Doiceau
- 2000-2006 : Échevin des Travaux Grez-Doiceau
- 2006-2012 : Bourgmestre de Grez-Doiceau
- 2018-2021 : Bourgmestre de Grez-Doiceau